# Parafia Matki Bożej Nieustającej Pomocy w Żalnie
Parafia Matki Bożej Nieustającej Pomocy w Żalnie – parafia rzymskokatolicka, znajdująca się w diecezji pelplińskiej, w dekanacie Rytel.
Parafia powstała w lipcu 1983 r. Proboszczem od 2021 r. jest ks. Sławomir Tomasz Kulczyk.